# Arizonerpeton
Arizonerpeton — вимерлий рід тетрапоморфних нектрідій. Він містить один вид, Arizonerpeton wellsi. Він мешкав на території сучасної Аризони, Сполучені Штати Америки. Це місце належить до вапнякової формації Чорного принца, яка датується середнім пенсильванським підперіодом кам'яновугільного періоду.
Аризонерпетон відомий виключно завдяки колекції незвичайних хребців, зібраній Робертом Уеллсом, тезкою його видової назви. Найбільш незвичайна особливість цих хребців полягає в тому, що нервові шипи роздвоєні. Це означає, що між передньою та задньою частинами кожного нейронного хребта існує високий проміжок, що фактично створює враження, що дві нервові ості з'єднані біля основи. Хребці, які, як вважають, були частиною сакрального (стегнового) відділу, мають коротші нервові шипи, ніж у спини. Менш екстремальна роздвоєння нервових хребтів також відома у ранніх диплокаулида Diceratosaurus і деяких екземплярів урокордилидів Ctenerpeton, двох інших нектридових. Однак глибока нервова біфуркація хребта та «язичкові» зчленування, якими володіє Аризонерпетон, невідомі в жодній іншій нектридійній групі. Як наслідок, аризонерпетон зазвичай розглядається як член Nectridea incertae sedis.